# Joan Ponç
Joan Ponç (Barcelona, 28 de novembro de 1927 — Saint-Paul-de-Vence, 1984) foi um pintor espanhol considerado um dos artistas mais representativos das primeiras vanguardas do pós-guerra. Em 1948 foi um dos fundadores do grupo Dau Al Set.

## Biografia
Ao contrário de outros membros do grupo Dau Al Set , Ponç era de uma família de origem modesta com todo tipo de dificuldades. Nasceu em Barcelona em 28 de novembro de 1927. Três anos depois nasceu seu irmão Antonio e em 1936 sua irmã Marisol. Em 1944 nasceu sua irmã María Rosa, que morreria em 1956. Pouco antes dele nascer, seu pai abandonou a família. De 1940 a 1942 foi estagiário na escola salesiana de Mataró. Ponç explicou em suas entrevistas a falta de afeto em seu ambiente familiar, algo que marcou seu trabalho e sua atitude perante a vida. Em reação, ele criou um mundo mágico baseado no próprio diálogo. Em sua autobiografia, escrita em 1978, descreveu sua infância como um verdadeiro pesadelo durante o qual a única pessoa capaz de expressar bons sentimentos era sua avó. As punições contínuas no sótão de sua casa lhe deram o primeiro suporte para suas licenças artísticas.